# 小石碑胡同
39°56′22″N 116°23′38″E / 39.9395146°N 116.3937935°E

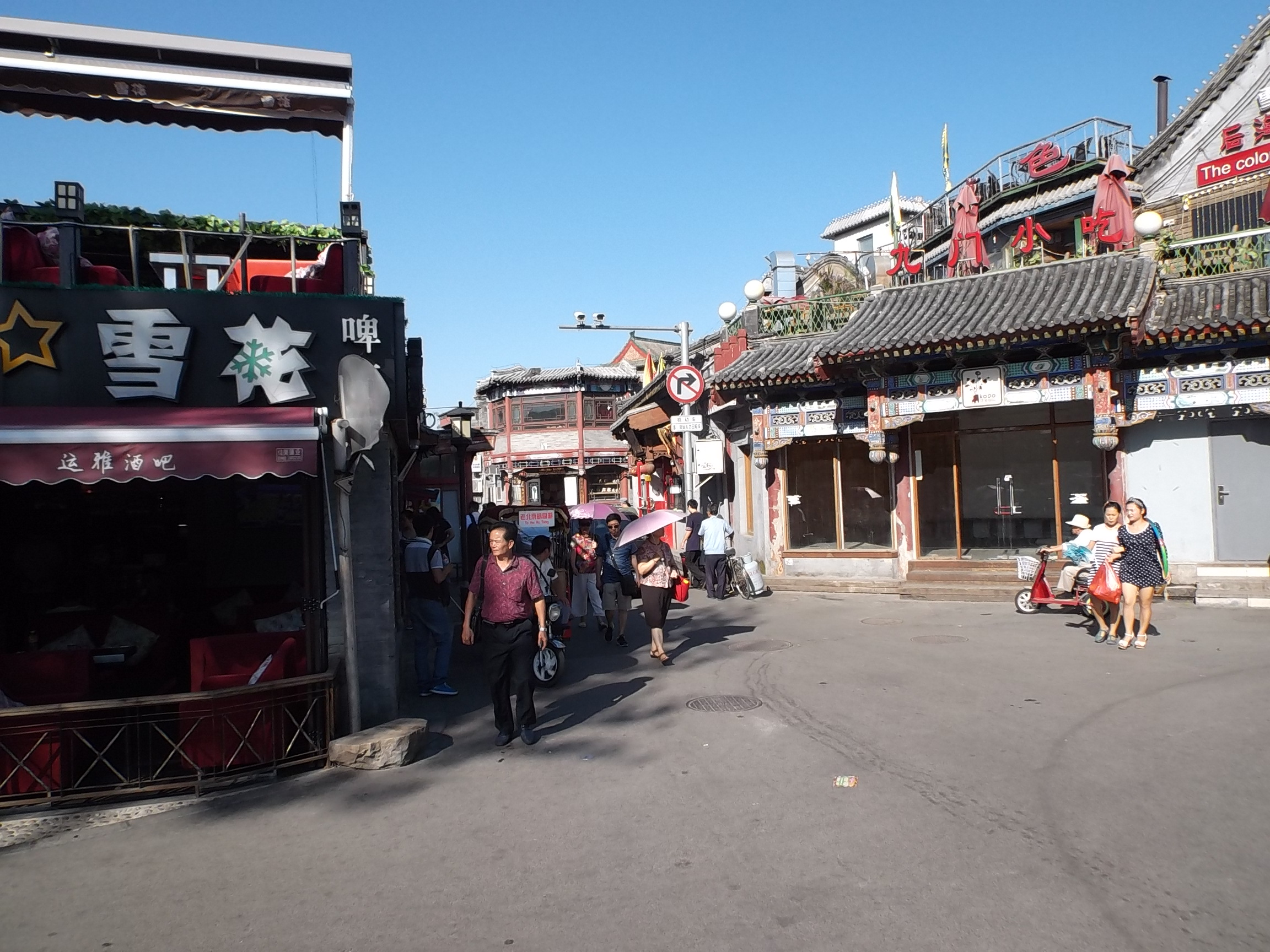
小石碑胡同

小石碑胡同，是位于中国北京市西城区东北部的一条胡同。

## 简介
小石碑胡同北起大石碑胡同，南到银锭桥。清朝乾隆年间，与今大石碑胡同总称“石碑胡同”。清朝宣统年间析为两支，北部的一支由于既宽且长，遂称“大石碑胡同”，南部的支巷称“小石碑胡同”。